# روزا مارگارت موریس
روزا مارگارت موریس (انگلیسی: Rosa M. Morris; ۱۶ ژوئیهٔ ۱۹۱۴ – ۱۵ اکتبر ۲۰۱۱) ریاضیدان کاربردی ولزی بود که در زمینه‌های نظریه پتانسیل و آیرودینامیک فعالیت می‌کرد. زمانی که ۲۳ ساله بود، نتایج پژوهش‌ها و امتحاناتش به اخبار ملی و بین‌المللی راه یافت. او قبل از فارغ‌التحصیلی با مدرک دکتری ریاضیات از دانشگاه کمبریج در سال ۱۹۴۰، چندین بورس تحصیلی و جایزه دریافت کرد. در ادامهٔ حرفهٔ خود، در کالج دانشگاهی ولز جنوبی و مونموث‌شر (که اکنون دانشگاه کاردیف است) تدریس کرد، جایی که با روی چیشولم یک کتاب درسی موفق تحت عنوان روش‌های ریاضی فیزیک تألیف کرد و یکی از اولین زنان رئیس دانشکده ریاضیات در بریتانیا شد.

## زندگی و تحصیلات اولیه
موریس در راجرستون، مونموث‌شر، به‌عنوان کوچک‌ترین فرزند جان و مری آلین موریس، née رابرتس به دنیا آمد. پدرش، که در دوران کودکی او درگذشت، مدیر مدرسه ابتدایی راجرستون بود، و مادرش معلم مدرسه بود. موریس ابتدا در مدرسه راجرستون تحصیل کرد و سپس به مدرسه کانتی پونتیوان، پونتیمستر، ریسکا رفت. او بین سال‌های ۱۹۲۶ تا ۱۹۳۲ با دریافت تقدیرنامه در ریاضیات محض و کاربردی از این مدرسه فارغ‌التحصیل شد. سپس در رشته ریاضیات در دانشگاه کاردیف (که اکنون دانشگاه کاردیف است) در کاردیف تحصیل کرد و در سال ۱۹۳۶ با رتبه عالی فارغ‌التحصیل شد و تا سال ۱۹۳۸ به‌عنوان دانشجوی پژوهشی تحت نظارت جورج هنری لیونز. ادامه داد،
در همین دوران، موریس در ۲۳ سالگی اولین مقالات خود را در زمینه نظریه پتانسیل و آیرودینامیک منتشر کرد. روش او «مزایای استفاده از متغیر مختلط در … مسائل مرزی فیزیک ریاضی» را نشان داد. و به اخبار ملی راه یافت و از او به‌عنوان «نابغه ریاضیات» یاد شد. گزارش‌های خبری از او به‌عنوان «بازیکن مشتاق هاکی و خیاطی ماهر» نام بردند.

## حرفهٔ دانشگاهی
موریس در سال ۱۹۴۰ مدرک دکتری خود را دریافت کرد و در سال ۱۹۴۱ عضو هیئت علمی کاردیف شد، و تا پایان دوران حرفه‌ای خود در آنجا باقی ماند. او سرپرستی پایان‌نامهٔ دکتری دیوید ادموندز را در سال ۱۹۵۵ بر عهده داشت؛ ادموندز بعدها برندهٔ جایزه پولیا شد.
موریس همراه با روی چیشولم کتاب درسی‌ای تحت عنوان روش‌های ریاضی در فیزیک نوشت. این کتاب از نظر دقت ریاضی دچار کمبود بود، و منتقدی در مجله ریاضیات محاسباتی محتوای ریاضی آن را «همواره کافی و گاهی … نادرست» دانست. به عنوان نمونه، این کتاب ادعایی نادرست دربارهٔ همگرایی سری‌های فوریه برای یک تابع پیوسته ارائه کرده بود. با این وجود، از نظر تجاری، این کتاب موفق بود و چندین بار تجدید چاپ شد. به گفتهٔ چیشولم، «در اواخر دههٔ ۱۹۶۰، انتشارات نورث-هالند به ما اطلاع داد که رکورد انتشار کتاب‌های فنی را شکسته‌ایم. حتی کمی هم پول درآوردیم.»
در سال‌های ۱۹۷۲–۱۹۷۳، زمانی که موریس دانشیار دینامیک سیالات بود، یکی از نخستین زنان رئیس یک دپارتمان ریاضی در بریتانیا شد، و احتمالاً نخستین زن در این سمت در یک دانشگاه بود. موریس در سال ۱۹۷۵ بازنشسته شد.
موریس از سال ۱۹۴۵ عضو انجمن ریاضی لندن بود، و همچنین عضویت انجمن ریاضی را داشت، جایی که در سال‌های ۱۹۵۵–۱۹۵۶ رئیس شاخهٔ کاردیف بود. او همچنین تا سال ۱۹۸۳ عضو انجمن فلسفی کمبریج بود. موریس یکی از نویسندگان پرکار بررسی‌های ریاضی بود، و ۱۸۸ نوشته به نام او ثبت شده است.